# Forest Avenue
Forest Avenue è una fermata della metropolitana di New York situata sulla linea BMT Myrtle Avenue. Nel 2019 è stata utilizzata da 1 310 163 passeggeri. È servita dalla linea M, attiva 24 ore su 24.

## Storia
La stazione fu aperta il 22 febbraio 1915.

## Strutture e impianti
La stazione è posta su un viadotto, ha due binari e una banchina ad isola. Il mezzanino, posizionato sotto il piano binari, ospita le scale per accedere alle banchine, i tornelli e le due scale per il piano stradale che portano all'incrocio tra Forest Avenue e Putnam Avenue.

## Interscambi
La stazione è servita da alcune autolinee gestite da MTA Bus e NYCT Bus.
- Fermata autobus